# Creepozoids
Creepozoids è un film horror fantascientifico del 1987, diretto da David DeCoteau.

## Trama
Nel 1992 una guerra nucleare ha raso al suolo il pianeta Terra, costringendo gli esseri umani sopravvissuti a cercare un posto dove ripararsi dalle piogge acide. Sei anni dopo un gruppo di disertori militari trova riparo in un complesso abbandonato, che si rivela essere un vecchio laboratorio di ricerca. Scoprono tramite un computer che i ricercatori presenti tempo addietro nel laboratorio stavano lavorando a una creatura geneticamente modificata che, a loro insaputa, è ancora viva e vaga per il laboratorio. Oltre la famelica creatura, il gruppo dovrà affrontare anche degli enormi ratti mutanti.

## Produzione
Con un budget di circa 150000 $, il film venne girato in un magazzino di Los Angeles in soli 15 giorni. Il cast è composto da nomi semi-sconosciuti, eccezion fatta per le due donne del gruppo di protagonisti, interpretate da Linnea Quigley (affermata attrice e scream queen), la quale all'inizio del film è protagonista di una scena di nudo, e Ashlyn Gere (successivamente affermatasi come attrice pornografica), qui sotto lo pseudonimo "Kim McKamy".

## Remake
Nel 1998 il regista Fred Olen Ray ne ha realizzato un remake dal titolo Hybrid.